# 猜謎
小测验（英語：Quiz）是一种智力游戏，在这个游戏中玩家（可以是个人或团队）需要正确回答问题。在一些国家中，小测验也是在教育和其他领域对知识、能力或技能的简要评估。
小测验通常使用计分制，它的目的是为了确定在一组参与者中的赢家——一般是得分最高的玩家。

## 词源
第一次在英语中出现这个词语是在1781年，当时是指一个古怪的人。